# Persico Dosimo
Persico Dosimo är en kommun i provinsen Cremona i regionen Lombardiet i Italien. Kommunen hade 3 389 invånare (2018).